# Rețea metropolitană
Rețelele metropolitane (denumite și MAN, din engleză de la Metropolitan Area Network) sunt rețele de mare extindere, care de obicei împânzesc un întreg oraș sau chiar o întreagă zonă urbană. Aceste rețele folosesc cel mai des tehhologia fără fir (wireless) sau fibra optică pentru a crea conexiuni.

## Definiția IEEE
În standardul IEEE 802-2001, rețelele metropolitane (MAN) sunt definite ca rețele optimizate pentru o arie geografică mai mare decât rețelele locale, începând de la cartiere de locuințe, zone economice și mergând până la orașe întregi. De asemenea, rețelele metropolitane implică în general canale de comunicație cu o cantitate de date medie spre înaltă. Rețeaua MAN este de multe ori proprietatea unui singur operator, și este folosită de un număr foarte mare de persoane sau organizații. Există și rețele metropolitane care funcționează ca regii de stat.

## Implementarea rețelelor metropolitane (MAN)
Pentru instalarea rețelelor metropolitane se folosesc tehnologii ca ATM, FDDI și SMDS. Legăturile metropolitante între rețelele locale sunt fără fir, funcționând pe baza microundelor, undelor radio sau a razelor infraroșii.
Standardul actual de comunicare al rețelei metropolitane este DQDB (de la Distributed-Queue Dual-Bus). Acesta este specificat în standardul IEEE 802.6. Folosind DQDB, rețelele pot avea o întindere de peste 50 km și pot opera la viteze de la 34 până la 155 Mb/s.